# Henriette Kretz

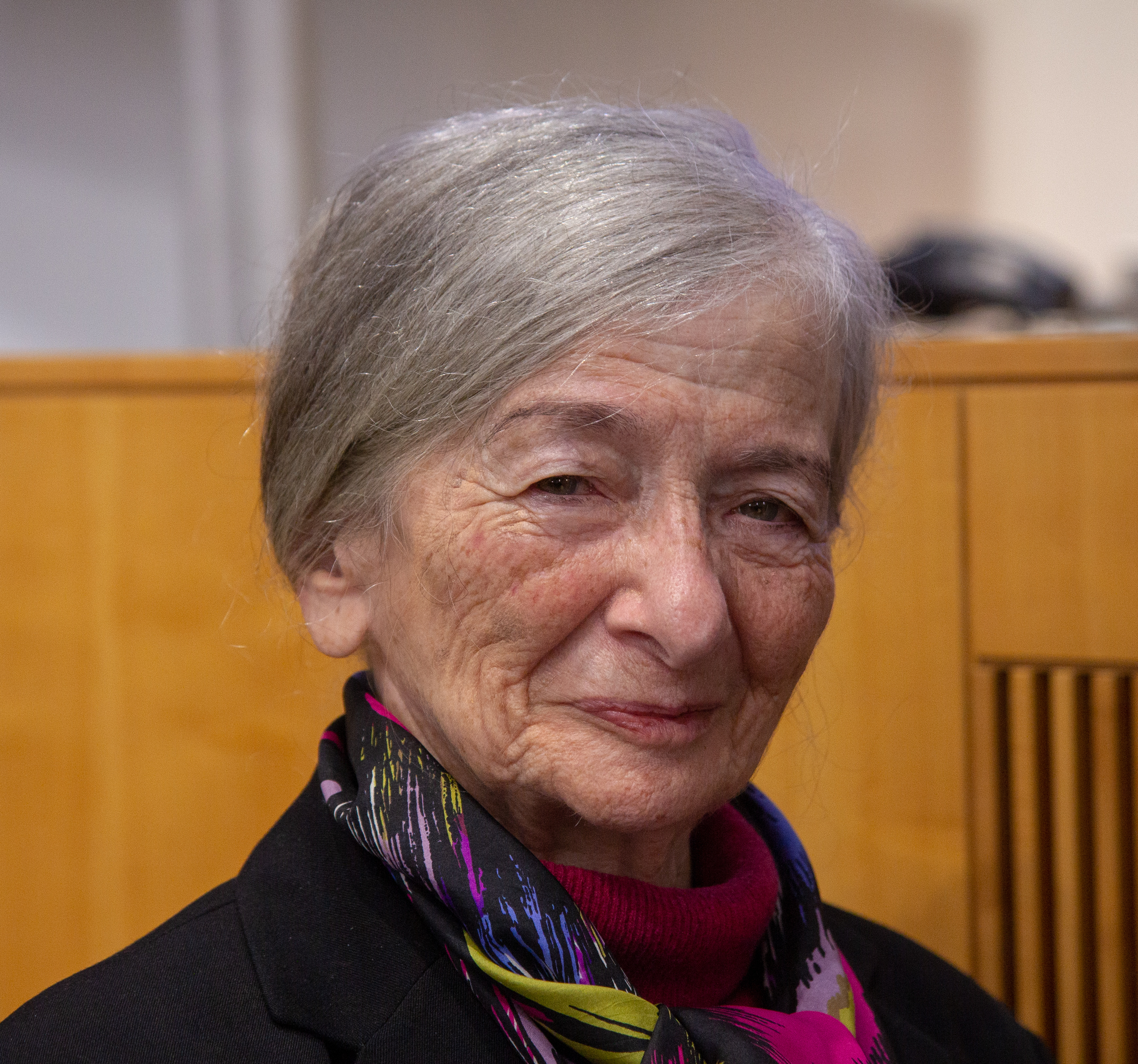
Henriette Kretz, 2019

Henriette Kretz (geboren am 26. Oktober 1934 in Stanisławów, Polen, heute Ukraine) ist eine Holocaust-Überlebende, die als Zeitzeugin in Vorträgen und Büchern über ihr Schicksal berichtet.

## Leben
Henriette Kretz wurde 1934 als Kind der jüdischen Juristin Elza Kretz, geb. Schöps, und des jüdischen Arztes Maurycy Kretz im polnischen Stanisławów, heute Iwano-Frankiwsk, Ukraine, geboren und wuchs als Einzelkind in der Nähe von Opatów auf. Die Verfolgung ihrer Familie begann unmittelbar mit dem deutschen Überfall auf Polen im September 1939. Die Familie floh nach Lemberg, später nach Sambor, in Ostpolen, das 1939 von der Sowjetunion annektiert wurde. Nach dem deutschen Überfall auf die Sowjetunion 1941 wurde die Familie vom deutschen Kreishauptmann Mogens von Harbou in ein Zwangsghetto eingewiesen. Henriette Kretz überlebte die deutsche Judenverfolgung in verschiedenen Verstecken. Als die Familie nach einem Verrat abgeführt wurde, wehrte sich ihr Vater und hieß seine Tochter wegzulaufen. Im Rennen hörte sie zwei Schüsse und wie die Rufe und Schreie ihrer Eltern verstummten. Sie schaffte es, allein unentdeckt zu einem katholischen Waisenhaus zu gelangen, das sie durch die Arbeit ihres Vaters kannte und in dem sie wie mehrere andere Waisen verfolgter Familien bis Kriegsende unerkannt Unterschlupf fand, was vor allem auch der Ordensschwester Zelina zu verdanken war.
Nach Ende des Zweiten Weltkriegs gelangte sie als Displaced Person nach Belgien. Sie studierte Kunstgeschichte und wurde Lehrerin für Französisch in Israel, wo sie von 1956 bis 1969 lebte. Dann kehrte sie nach Antwerpen zurück, wo sie später heiratete. Henriette Kretz hat zwei Kinder.
Henriette Kretz ist Mitglied des polnischen Vereins Kinder des Holocaust und ist als Zeitzeugin für das Maximilian-Kolbe-Werk aktiv.
Im Dezember 2020 wurde Henriette Kretz gemeinsam mit der Holocaust-Überlebenden Anita Lasker-Wallfisch für ihr Engagement als Zeitzeugin vom deutschen Bundespräsidenten Frank-Walter Steinmeier mit dem Verdienstkreuz 1. Klasse ausgezeichnet. Aufgrund der COVID-19-Pandemie konnte die Auszeichnung nicht persönlich überreicht werden, weshalb Steinmeier beiden Frauen handschriftliche Briefe zukommen ließ.

## Werke
- Henriette Kretz: Willst du meine Mutter sein? Eine Kindheit im Schatten der Schoa, Hille-Verlag, Dresden 2013, ISBN 978-3-939025-38-2